# Кастенка
Кастенка (в верховье Верхняя Суйца) — река в Тосненском районе Ленинградской области России. Устье реки находится в 2,2 км по левому берегу реки Еглинка, около деревни Гришкино. Длина — 15 км.
На берегу реки расположена деревня Каменка. Ниже по течению река пересекает железнодорожную линию.

## Притоки
- Тюлев (левый)
- Большая Суйца (правый)[3]
- канава Кудровская (левый)[4]